# Edward Pangelinan
Edward De Leon Guerrero Pangelinan (Saipán, Islas Marianas del Norte, 24 de octubre de 1941-Baltimore, Maryland, 4 de febrero de 2023) fue un político normariano. Se desempeñó como Presidente de la Comisión de Estatus Político de las Marianas y luego como Primer Representante Residente de las Islas Marianas del Norte ante la Cámara de Representantes de los Estados Unidos.

## Primeros años y carrera
Edward De Leon Guerrero Pangelinan nació el 24 de octubre de 1941. Asistió a la Universidad de Guam durante dos años antes de transferirse a la Universidad George Washington para obtener su licenciatura. Obtuvo su Doctorado en Jurisprudencia en la Facultad de Derecho de la Universidad de Howard y se convirtió en el primer abogado chamorro varón en las Islas Marianas del Norte.
Se casó con Dulce G. "Lucy" Pangelinan con quien tiene seis hijos. Uno de sus hijos, James, asistió a West Point y es coronel en el ejército de los Estados Unidos. James Pangelinan es el miembro de más alto rango del Ejército de los Estados Unidos de las Islas Marianas del Norte.
Pangelinan fue elegido para el Congreso de Micronesia como miembro del Partido Popular.

## Comisionado residente
En las elecciones generales de 1977, derrotó a Juan Tudela Lizama del Partido Territorial, ganando 3.127 votos frente a los 2.524 votos de Lizama para convertirse en el primer Comisionado Residente de la Cámara de Representantes de los Estados Unidos. En 1983, pasó del Partido Demócrata al Partido Republicano. Perdió la reelección ante el demócrata Froilán Tenorio en las elecciones generales de 1984. Más tarde se convirtió en cabildero de las Islas Marianas del Norte.

## Carrera poscongresal
En 1985, el presidente Ronald Reagan volvió a nombrar a Pangelinan en la Comisión de Leyes Federales de las Islas Marianas del Norte. Se desempeñó como asistente legislativo del delegado Ben Blaz de Guam.
Pangelinan murió de cáncer de páncreas en Maryland el 4 de febrero de 2023.